# USS Wasp (CV-18)
USS Wasp (CV/CVA/CVS-18) là một trong số 24 tàu sân bay thuộc lớp Essex được chế tạo cho Hải quân Hoa Kỳ trong Thế Chiến II, và là chiếc tàu chiến thứ chín của Hải quân Mỹ mang cái tên này. Wasp được đưa vào hoạt động tháng 11 năm 1943, và đã hoạt động trong nhiều chiến dịch tại Mặt trận Thái Bình Dương, được tặng thưởng tám Ngôi sao Chiến trận. Giống như nhiều chiếc tàu chị em với nó, Wasp được cho ngưng hoạt động không lâu sau khi chiến tranh kết thúc, nhưng được cho hiện đại hóa và tái hoạt động vào đầu những năm 1950 như một tàu sân bay tấn công (CVA), và cuối cùng như một tàu sân bay chống tàu ngầm (CVS). Trong lượt phục vụ thứ hai này, nó hoạt động chủ yếu tại Đại Tây Dương, Địa Trung Hải và vùng biển Caribbe. Nó đóng một vai trò nổi bật trong chương trình thám hiểm vũ trụ có người lái khi phục vụ như tàu thu hồi chính cho các chuyến bay Gemini VI, VII và IX. Nó được cho xuất biên chế vào năm 1972 và được bán để tháo dỡ vào năm 1973.

## Thiết kế và chế tạo
Con tàu được đặt lườn vào ngày 18 tháng 3 năm 1942 tại Quincy, Massachusetts bởi hãng Bethlehem Steel Company. Ban đầu nó được đặt tên là Oriskany, nhưng sau khi chiếc tàu sân bay Wasp (CV-7) bị đánh chìm ngày 15 tháng 9 năm 1942 tại Nam Thái Bình Dương, nó được đặt lại tên là Wasp vào ngày 13 tháng 11 năm 1942 trong khi đang được chế tạo nhằm vinh danh chiếc tàu sân bay tiền nhiệm. Nó được hạ thủy vào ngày 17 tháng 8 năm 1943, được đ̣ỡ đầu bởi cô Julia M. Walsh, em gái của Nghị sĩ tiểu bang Massachusetts David I. Walsh, và được đưa vào hoạt động ngày 24 tháng 11 năm 1943 dưới quyền chỉ huy của Hạm trưởng, Đại tá Hải quân Clifton A. F. Sprague.

## Lịch sử hoạt động

### Thế Chiến II

#### 1943–1944
Sau những chuyến đi chạy thử máy kéo dài đến tận cuối năm 1943, Wasp quay về xưởng tàu tại Boston một thời gian ngắn để chỉnh sửa các sai sót nhận thấy khi thử máy. Vào ngày 10 tháng 1 năm 1944, chiếc tàu sân bay mới rời Boston đi đến Hampton Roads, Virginia, và ở lại đó cho đến cuối tháng khi nó khởi hành đi Trinidad, căn cứ mà nó hoạt động cho đến ngày 22 tháng 2. Nó quay về Boston năm ngày sau và chuẩn bị cho việc phục vụ tại Thái Bình Dương. Đầu tháng 5, chiếc tàu chiến hướng về phía Nam, đi ngang qua kênh đào Panama và đến San Diego, California ngày 21 tháng 3; rồi đi đến Trân Châu Cảng ngày 4 tháng 4.
Sau các cuộc thực tập huấn luyện ngoài khơi vùng biển Hawaii, Wasp lên đường hướng về quần đảo Marshall; và tại Majuro nó gia nhập Đội đặc nhiệm TG 58.6 vừa mới được thành lập dưới quyền chỉ huy của Chuẩn Đô đốc Alfred E. Montgomery, là một thành phần của Lực lượng Đặc nhiệm tàu sân bay nhanh TF 58 của Phó Đô đốc Marc A. Mitscher. Vào ngày 14 tháng 5, nó cùng các tàu sân bay khác của Đội đặc nhiệm TG 58.6 là Essex và San Jacinto lên đường thực hiện cuộc không kích lên đảo Marcus và đảo Wake nhằm giúp cho đội đặc nhiệm mới có thêm kinh nghiệm chiến đấu, và cũng để thử nghiệm một phương thức phân công chiến đấu vừa mới được áp dụng: mỗi phi công được giao một mục tiêu cụ thể trước khi cất cánh, và cũng để vô hiệu hóa các hòn đảo trên chuẩn bị cho chiến dịch Marianas sắp đến. Khi tiến đến gần đảo Marcus, lực lượng được tách ra, gửi chiếc San Jacinto lên phía Bắc truy tìm những chiếc tàu cảnh giới Nhật Bản trong khi Wasp và Essex tung ra các đợt không kích trong các ngày 19 và 20 tháng 5 nhắm vào các cơ sở quân sự trên đảo. Máy bay Mỹ bị chống trả bởi một hỏa lực phòng không dày đặc, nhưng cũng gây được thiệt hại đang kể cho đối phương, ngăn không cho quân Nhật can thiệp vào cuộc đổ bộ sắp thực hiện lên đảo Saipan.

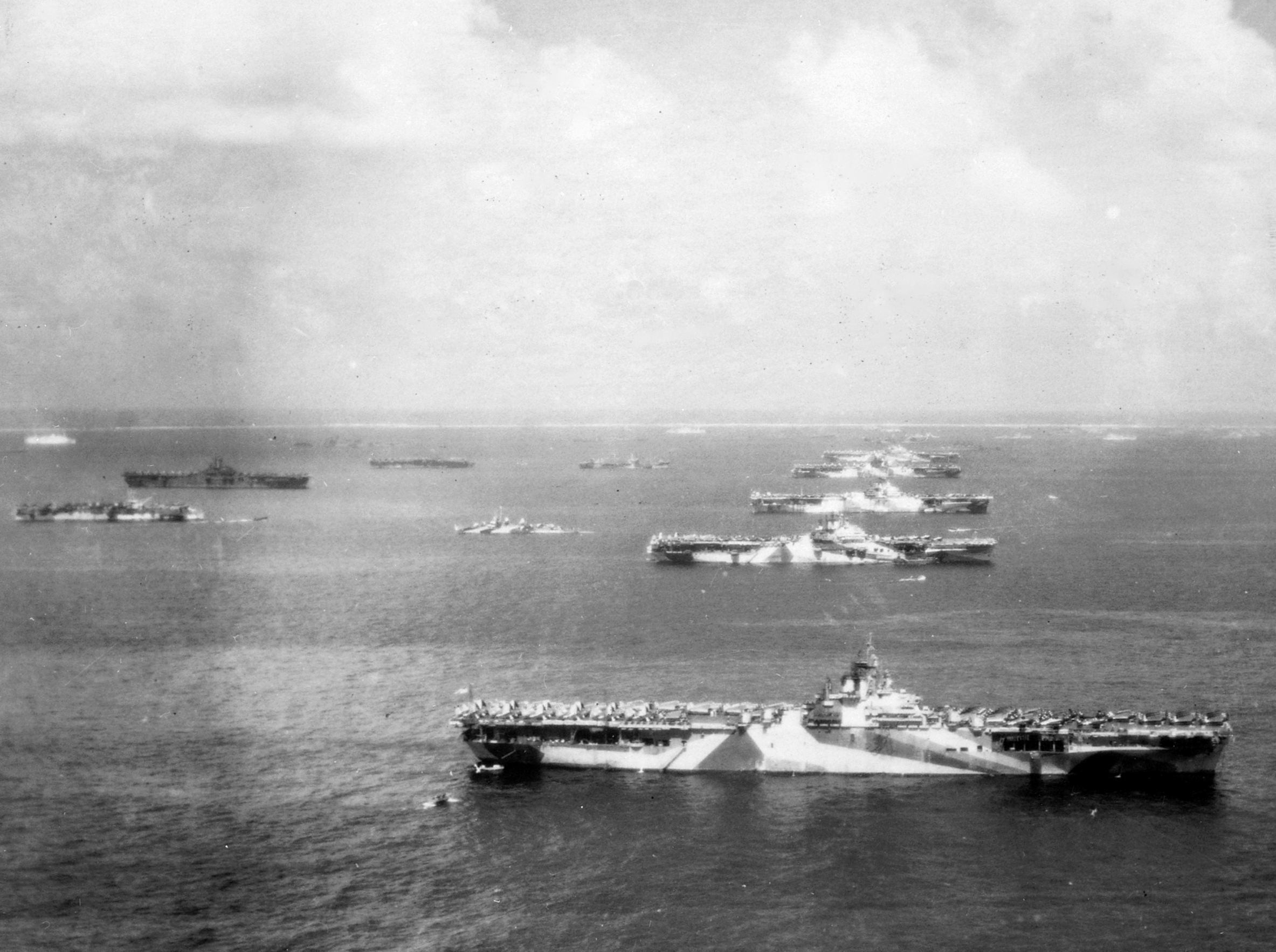
USS Wasp tại đảo san hô Ulithi, ngày 8 tháng 12 năm 1944.

Khi điều kiện thời tiết ngăn trở việc tung ra các phi vụ trong ngày 21 tháng 5, hai chiếc tàu sân bay hợp cùng chiếc tàu sân bay San Jacinto hướng đến Wake. Máy bay của cả ba con tàu không kích nặng nề hòn đảo vào ngày 24 tháng 5, đủ làm vô hiệu hóa căn cứ này. Tuy nhiên, hệ thống chọn lựa sẵn mục tiêu cho mỗi máy bay không đáp ứng được sự kỳ vọng của Hải quân, và do đó các vị chỉ huy không quân chiến thuật quay lại chịu trách nhiệm chỉ đạo cuộc tấn công các máy bay dưới quyền.
Sau cuộc tấn công lên đảo Wake, Đội đặc nhiệm 58.6 quay trở về Majuro chuẩn bị cho chiến dịch Mariana. Ngày 6 tháng 6, Wasp giờ đây được bố trí lại vào đội đặc nhiệm 58.2 cùng dưới sự chỉ huy của Chuẩn Đô đốc Montgomery, khởi hành chuyến đi tấn công Saipan. Chiều ngày 11 tháng 6, máy bay được tung ra nhắm vào các sân bay trên đảo Saipan và Tinian. Chúng bị thách thức bởi khoảng 30 máy bay tiêm kích đặt căn cứ trên đất liền, và một số đã bị bắn hạ. Hỏa lực pháo phòng không khá dày đặc, nhưng máy bay Mỹ đã dũng cảm vượt qua và tiếp tục phá hủy một số máy bay Nhật còn đậu trên mặt đất.
Trong ba ngày tiếp theo sau, máy bay tiêm kích Mỹ giờ đây hợp cùng những chiếc máy bay ném bom đột kích vào các căn cứ Nhật Bản trên đảo Saipan phá hủy hệ thống phòng thủ chuẩn bị cho cuộc đổ bộ được dự định diễn ra vào ngày 15 tháng 6. Cho đến ngày 17 tháng 6, máy bay từ các đội đặc nhiệm 58.2 và 58.3 đã hỗ trợ gần mặt đất cho lực lượng Thủy quân Lục chiến đang chiến đấu trên các bãi độ bộ Saipan.
Sau khi bàn giao lại cho các tàu sân bay hộ tống trách nhiệm hỗ trợ lực lượng trên bộ, các đội đặc nhiệm tàu sân bay nhanh tổ chức tiếp nhiên liệu rồi lên đường hội quân cùng các đội đặc nhiệm 58.1 và 58.4, vốn vừa mới quay về sau các đợt không kích lên các đảo Chichi Jima và Iwo Jima để ngăn ngừa lực lượng Nhật Bản trên các căn cứ tại đó phản công vào lực lượng Mỹ gần Saipan.
Cùng lúc đó, với ý định phòng thủ Saipan bằng mọi giá, Hải quân Nhật Bản đã tung lực lượng Hạm đội Liên hợp mạnh mẽ của Đô đốc Jisaburō Ozawa từ hướng quần đảo Sulu đến quần đảo Mariana để tìm cách đánh chìm các tàu chiến thuộc Đệ Ngũ hạm đội của Đô đốc Raymond A. Spruance và ngăn cản cuộc đổ bộ của quân Mỹ tại Saipan. Tuy nhiên, không lâu sau khi lực lượng Nhật Bản rời Tawi Tawi sáng ngày 13 tháng 6, tàu ngầm Mỹ Redfin đã trông thấy và báo cáo. Các tàu ngầm khác cũng tiếp xúc được các tàu chiến của Ozawa giúp cho Spruance theo dõi được đường đi của đối thủ khi họ len lỏi qua quần đảo Philippines, vượt qua eo biển San Bernardino và đi vào biển Philippine.
Trong suốt ngày 18 tháng 6, cả hai phía đều tung máy bay trinh sát ra để truy tìm vị trí của đối phương. Nhờ có được tầm bay xa hơn, máy bay Nhật đã có được một số tin tức về những tàu chiến của Spruance, trong khi máy bay trinh sát Mỹ không thể tìm thấy lực lượng của Ozawa. Sáng sớm ngày hôm sau, 19 tháng 6, máy bay từ các tàu sân bay của Mitscher hướng đến Guam để vô hiệu hóa sự phòng thủ của hòn đảo này cho trận chiến sắp đến, và trong một loạt các cuộc không chiến đã tiêu diệt được nhiều máy bay Nhật đặt căn cứ trên mặt đất.
Trong buổi sáng, các tàu sân bay thuộc hạm đội của Ozawa trung ra bốn đợt không kích mạnh mẽ vào các đối thủ Mỹ của họ, nhưng hầu như bị đánh chặn toàn bộ. Hầu hết máy bay chiến đấu bị các máy bay tiêm kích và hỏa lực phòng không trên các con tàu bắn rơi mà không thể đánh chìm được chiếc tàu chiến Mỹ nào. Dù vậy, chúng cũng xoay xở đánh trúng được một quả bom vào South Dakota, nhưng chiến công lẻ loi này không đủ để loại chiếc thiết giáp hạm khỏi vòng chiến.
Ngày hôm đó, máy bay của Mitscher vẫn chưa tìm thấy hạm đội của Ozawa, nhưng các tàu ngầm Mỹ đã thành công trong việc đánh chìm hai tàu sân bay Nhật Taihō và Shōkaku. Cuối buổi chiều, ba trong số bốn đội đặc nhiệm tàu sân bay nhanh của Mitscher hướng về phía Tây truy tìm hạm đội của Ozawa đang rút lui, chỉ để lại Đội đặc nhiệm 58.4 cùng các thiết giáp hạm cũ quanh khu vực Marianas hỗ trợ lực lượng trên bộ tại Saipan. Máy bay từ các tàu sân bay Mỹ vẫn không thể tìm thấy hạm đội Nhật cho đến giữa buổi chiều ngày 20 tháng 6 khi một phi công lái Avenger báo cáo phát hiện lực lượng của Ozawa ở vị trí cách các tàu sân bay Mỹ gần 480 km (300 dặm). Mitscher táo bạo tung ra cuộc tấn công toàn diện cho dù ông biết rõ đêm sẽ xuống trước khi những chiếc máy bay quay trở về.
Hơn hai giờ sau, các phi công Mỹ bắt kịp các con mồi. Họ đã gây hư hại nặng cho hai tàu chở dầu đến mức chúng phải bị tự đánh đắm; đánh chìm chiếc tàu sân bay Hiyō, đồng thời gây hư hại cho các tàu sân bay Ryuho, Junyō và Zuikaku cùng nhiều tàu chiến khác. Tuy nhiên, sau trận đánh vào lúc trời gần tối, một số máy bay Mỹ đã sử dụng quá nữa số nhiên liệu mang theo, gây ra sự lo ngại và căng thẳng trong chuyến bay quay trở về.
Khi những chiếc tàu sân bay nhìn thấy chiếc máy bay đầu tiên quay trở về lúc 20 giờ 30 phút đêm hôm đó, Chuẩn Đô đốc J. J. Clark dũng cảm bất chấp mối đe dọa của các tàu ngầm Nhật khi ra lệnh mở hết tất cả các đèn trên các tàu để hướng dẫn cho các phi công đã mỏi mệt có thể hạ cánh.
Sau khi một máy bay của Hornet đáp xuống chiếc Lexington, Mitscher cho phép các phi công có thể hạ cánh trên bất kỳ tàu sân bay nào sẵn có. Tuy nhiên, cho dù có những nỗ lực bất thường như thế nhằm giúp đỡ các phi công, nhiều máy bay đã bị hết xăng trước khi về đến các tàu sân bay và bị rơi xuống biển.
Khi thời gian đã trôi đi và các tính toán cho thấy không còn chiếc máy bay nào còn nhiên liệu để bay trên không, Mitscher ra lệnh cho các tàu sân bay quay lại truy đuổi những chiếc tàu của Ozawa còn sống sót; đặt niềm hy vọng nhiều vào việc tìm thấy các đội bay bị rơi xuống nước và cứu vớt họ, hơn là tham vọng bắt kịp Hạm đội Cơ động 1 Nhật Bản trước khi chúng quay về được khu vực chính quốc Nhật Bản, nơi được che chở bởi những máy bay đặt căn cứ trên đất liền. Trong cuộc truy kích, tàu của Mitcher đã vớt được 36 phi công và 26 thành viên đội bay khác.
Sáng ngày 21 tháng 6, Đô đốc Spruance cho tách Wasp cùng tàu sân bay Bunker Hill khỏi các đội đặc nhiệm để hợp cùng các thiết giáp hạm của Đô đốc Lee tiếp tục truy đuổi theo Ozawa hầu phát hiện và tiêu diệt những con tàu bị hỏng rơi rớt lại. Cuộc săn đuổi kéo dài hai ngày mà không mang lại kết quả, nên lực lượng ứng biến này hướng về Eniwetok để được tiếp liệu và nghỉ ngơi.
Thời gian nghỉ ngơi không kéo dài được lâu, khi vào ngày 30 tháng 6, Wasp khởi hành cùng với Đội đặc nhiệm 58.2 phối hợp với 58.1 thực hiện đợt không kích Iwo Jima và Chichi Jima. Máy bay từ các tàu sân bay không kích nặng nề những hòn đảo này trong các ngày3 và 4 tháng 7, trong đó đã tiêu diệt được 75 máy bay đối phương, hầu hết là do không chiến. Cuối cùng là một màn kết thúc vĩ đại khi các tàu tuần dương trong lực lượng hộ tống đã dội pháo xuống Iwo Jima trong hai giờ rưỡi. Ngày hôm sau, 5 tháng 7, hai đội đặc nhiệm quay trở về quần đảo Mariana tấn công Guam và Rota bắt đầu một nỗ lực kéo dài trên hai tuần lễ nhằm đánh phá hệ thống phòng ngự của Nhật Bản tại đây chuẩn bị cho cuộc đổ bộ lên Guam. Máy bay cất cánh từ Wasp cùng các tàu chị em của nó cung cấp sự hỗ trợ gần mặt đất cho lực lượng Thủy quân Lục chiến đổ bộ lên hòn đảo trong ngày 21 tháng 7.
Ngày hôm sau, Đội đặc nhiệm 58.2 cùng hai đội tàu sân bay khác của Mitscher khởi hành đi về hướng Tây Nam đến khu vực Tây Caroline, và tung ra các đợt không kích nhắm vào Palau trong ngày 25 tháng 7. Sau đó lực lượng này được tách ra, và các đội đặc nhiệm 58.1 và 58.3 quay lên hướng Bắc tiếp tục các cuộc không kích nhằm vô hiệu hóa sự kháng cự tại Bonin và quần đảo Volcano trong khi Wasp cùng Đội đặc nhiệm 58.2 rút lui về hướng quần đảo Marshall để tiếp liệu, và đội quay về đến Eniwetok ngày 2 tháng 8.
Trong thời gian Wasp ở lại căn cứ, Đô ̣đốc Willliam Halsey thay thế cho Đô đốc Spruance vào ngày 26 tháng 8 và Đệ Ngũ hạm đội được đổi tên thành Đệ Tam hạm đội. Hai ngày sau, lực lượng đặc nhiệm tàu sân bay nhanh, giờ đây là Lực lượng Đặc nhiệm 38 khởi hành hướng về Palaus. Ngày 6 tháng 9, Wasp giờ đây được điều về đội đặc nhiệm 38.1 của Phó Đô đốc John McCain, bắt đầu một đợt không kích kéo dài ba ngày lên quần đảo Palaus. Vào ngày 9 tháng 9, nó hướng đến phía Nam Philippine để vô hiệu hóa lực lượng không quân đối phương tại đây trong khi lực lượng trên bộ chinh phục Morotai, Peleliu và Ulithi, ba hòn đảo sẽ hoạt động như những căn cứ tiền phương cần thiết cho chiến dịch giải phóng Philippine sắp tới. Máy bay từ các tàu sân bay không gặp phải sự kháng cự nào đáng kể khi tấn công các sân bay trên đảo Mindanao vào ngày hôm đó cũng như trong ngày 10 tháng 9. Đợt không kích lên quần đảo Visayan vào các ngày 12 và 13 tháng 8 được thực hiện mà không chịu tổn thất nào và cũng đạt được thành công tương tự. Do biết được việc không có một hệ thống phòng không hoàn chỉnh của Nhật Bản tại phía Nam Philippine, các nhà chiến lược Đồng Minh đã cho ngưng một cuộc đổ bộ lên Mindanao vốn được hoạch định vào ngày 16 tháng 11. Thay vào đó, lực lượng Đồng Minh đi thẳng đến đảo Leyte tiến hành việc tái chiếm Philippine trong vòng một tháng.

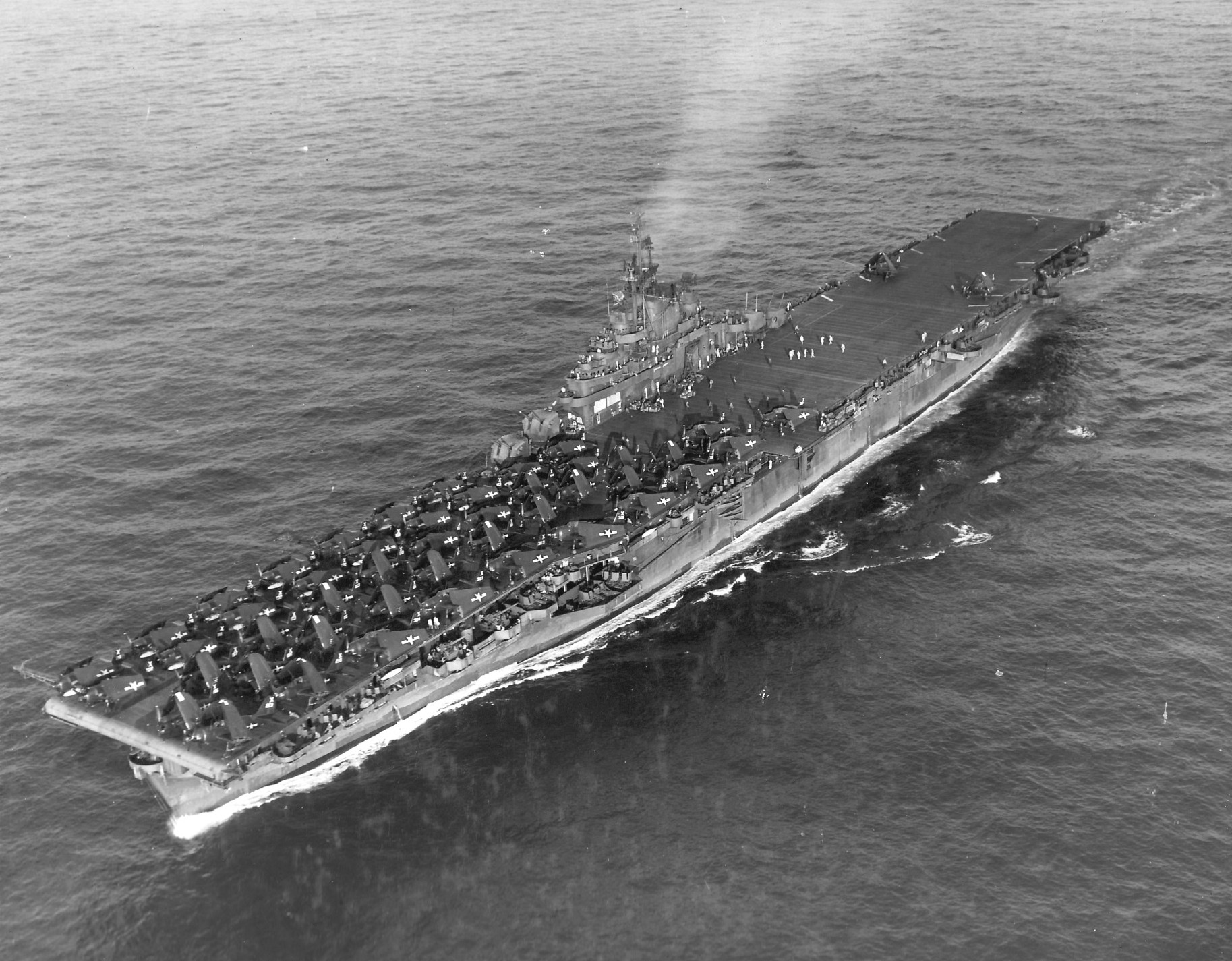
USS Wasp vào ngày 6 tháng 8 năm 1945

Vào ngày D ở Palaus, 15 tháng 9, Wasp cùng Đội đặc nhiệm 38.1 ở cách Morotai 80 km (50 dặm) và tung ra các đợt không kích. Sau đó chúng quay về Philippine để "thăm viếng" Mindanao và Visaya lần nữa trước khi rút lui về Admiralty ngày 29 tháng 9 để được tiếp liệu tại đảo Manus chuẩn bị cho việc giải phóng Philippine.
Sẵn sàng để hoạt động tác chiến trở lại, chiếc tàu sân bay lên đường vào ngày 4 tháng 10 hướng về phía biển Philippine nơi Lực lượng Đặc nhiệm 38 được tập họp vào lúc chiều tối ngày 7 tháng 10 ở địa điểm 604 km (375 dặm) phía Tây quần đảo Mariana. Nhiệm vụ của nó là vô hiệu hóa các sân bay trong tầm hoạt động đến quần đảo Philippine để ngăn chặn máy bay Nhật có thể can thiệp vào cuộc đổ bộ của lực lượng Mỹ lên đảo Leyte được dự định bắt đầu vào ngày 20 tháng 10. Những chiếc tàu sân bay di chuyển lên phía Bắc để gặp gỡ một nhóm chín tàu chở dầu và thực hiện việc tiếp nhiên liệu suốt ngày hôm sau, 8 tháng 10. Sau đó chúng di chuyển theo hướng Tây Bắc về hướng quần đảo Ryūkyū cho đến ngày 10 tháng 10 khi máy bay của chúng tấn công Okinawa, Amami và Miyaki. Trong ngày hôm đó, máy bay của Lực lượng Đặc nhiệm 38 chỉ tiêu diệt được một tàu tiếp liệu tàu ngầm Nhật, 12 thuyền buồm nhỏ và khoảng hơn 100 máy bay. Nhưng đây là lần đầu tiên kể từ khi Trung tá Doolittle thực hiện cuộc không kích Tokyo từ tàu sân bay Hornet vào ngày 18 tháng 4 năm 1942, một lực lượng tàu sân bay Hải quân Hoa Kỳ tiến đến sát và tấn công vào các đảo chính quốc Nhật Bản.
Bắt đầu từ ngày 12 tháng 10, Đài Loan bị đặt trong tầm ngắm của máy bay từ Lực lượng Đặc nhiệm 38. Để đáp trả, Hải quân Nhật tung ra toàn bộ lực lượng không quân có được để bảo vệ hòn đảo chiến lược, cho dù làm như vậy có nghĩa là lấy đi hầu hết số máy bay trên các tàu sân bay. Dù vậy, những nỗ lực nhằm đánh lui Hạm đội Thái Bình Dương Mỹ đều bị thất bại. Vào lúc kết thúc các cuộc không chiến kéo dài ba ngày, phía Nhật Bản bị tổn thất hơn 500 máy bay và trên 20 tàu vận tải. Nhiều tàu hàng khác cũng bị hư hại, cũng như là các nhà chứa máy bay, trại lính, kho chứa, nhà máy công nghiệp và kho đạn. Tuy nhiên, chiến thắng mà Hải quân Mỹ đạt được cũng phải trả bằng một cái giá đáng kể, khi Lực lượng Đặc nhiệm 38 mất 79 máy bay cùng 64 phi công và thành viên đội bay, trong khi các tàu tuần dương Canberra và Houston cùng tàu sân bay Franklin bị hư hại do trúng bom.
Rời Đài Loan, Lực lượng Đặc nhiệm 38 chuyển trọng tâm sang Philippine. Sau khi di chuyển đến vùng biển phía Đông đảo Luzon, Đội đặc nhiệm 58.1 bắt đầu tung ra các cuộc không kích xuống hòn đảo này trong ngày 18 tháng 10 và tiếp tục cho đến hết ngày hôm sau, ném bom xuống Manila lần đầu tiên kể từ khi nó bị quân Nhật chiếm đóng vào đầu cuộc chiến.
Vào ngày 20 tháng 10, trong khi những đơn vị Hoa Kỳ đầu tiên đổ bộ lên Leyte, Wasp di chuyển về vị trí tác chiến ở phía Nam hòn đảo nơi nó cùng các tàu sân bay chị em tung máy bay ra hỗ trợ gần mặt đất hỗ trợ cho những binh sĩ của tướng MacArthur, đồng thời tung những máy bay khác ra phá hủy các sân bay tại Mindanao, Cebu, Negros, Panay và Leyte. Đội đặc nhiệm 38.1 được tiếp nhiên liệu vào ngày hôm sau, và vào ngày 22 tháng 10, được cho rút về Ulithi để nhận thêm vũ khí và tiếp liệu.
Trong khi các tàu sân bay của McCain rời xa Philippine, các sự kiện lớn đã diễn ra tại vùng biển chung quanh quần đảo này. Đô đốc Soemu Toyoda, Tổng tư lệnh Hạm đội Liên hợp Nhật Bản, ra lệnh thực hiện kế hoạch Sho-Go-1, một cuộc phản công mang tính quyết định của hải quân ngoài khơi Leyte, tức Trận chiến vịnh Leyte. Theo kế hoạch này, các tàu sân bay của Ozawa được sử dụng như một miếng mồi nhằm nhữ Lực lượng Đặc nhiệm 38 lên phía Bắc Luzon khỏi các bãi đổ bộ tại Leyte; sau đó các tàu chiến hạng nặng Nhật Bản sẽ thoát ra từ hai hướng: từ phía Bắc bởi eo biển San Bernandino, và từ phía Nam qua eo biển Surigao.
Khi Lực lượng Trung tâm của Đô đốc Kurita vượt qua eo biển San Bernardino 30 phút sau nữa đêm ngày 25 tháng 10 và tiến dọc theo bờ Đông đảo Samar, chỉ có ba đội đặc nhiệm tàu sân bay hộ tống của Hạm đội 7: "Taffy 1", "Taffy 2" và "Taffy 3", cùng các tàu hộ tống nhỏ nhoi của chúng hiện diện để ngăn cản những thiết giáp hạm và tàu tuần dương hạng nặng của Kurita nhằm bảo vệ cho lực lượng đổ bộ Mỹ đang chiến đấu tại Leyte. Trong số chúng, "Taffy 3" ở vị trí cực Bắc, cách mũi Paninihian khoảng 64 km (40 dặm); "Taffy 2" bảo vệ vịnh Leyte, và "Taffy 1" còn xa hơn về phía Nam canh chừng eo biển Surigao.
Lúc 07 giờ 00 sáng, lực lượng của Kurita bắt đầu khai hỏa vào các tàu sân bay hộ tống nhỏ bé của "Taffy 3", vốn đang ở gần đối phương nhất, cùng những tàu hộ tống nhỏ nhoi nhưng gan dạ. Trong hơn hai giờ, hỏa lực pháo và máy bay của Taffy 3, được sự giúp đỡ bởi máy bay từ hai đội đặc nhiệm Taffy kia, đánh trả đối phương bằng ngư lôi, pháo và bom. Sau khi bị thiệt hại ba tàu tuần dương hạng nặng, và nghĩ rằng mình đang giáp chiến cùng Lực lượng Đặc nhiệm 38, Kurita đã ra lệnh rút lui.
Cùng lúc đó, vào 08 giờ 48 phút, Đô đốc Halsey đánh điện cho Đô đốc McCain, ra lệnh cho Đội đặc nhiệm 38.1 – lúc đó được tiếp nhiên liệu trong khi đang trên đường đi Ulithi – phải quay lại vùng biển Philippine để giúp đỡ Taffy 3 trong cuộc chiến sống còn. Wasp và các tàu hộ tống hối hả hướng đến Samar với tốc độ tối đa, và đến 10 giờ 30 phút, tung những máy bay đầu tiên ra tấn công các tàu chiến của Kurita lúc đó còn đang cách xa đến khoảng 530 km (330 dặm). Trong khi các cuộc không kích này ít gây thiệt hại cho Lực lượng Trung tâm Nhật Bản, chúng góp phần củng cố cho quyết định của Kurita rút lui khỏi Leyte.
Trong khi những máy bay của chúng còn đang trên không, các tàu sân bay của McCain tiếp tục tiến nhanh về phía Tây nhằm rút ngắn khoảng cách mà các phi công phải quay về, đồng thời đi đến một vị trí tối ưu vào lúc sáng sớm để có thể tung thêm nhiều máy bay truy kích hạm đội Nhật đang rút lui. Với những ánh sáng bình minh đầu tiên của ngày 26 tháng 10, Đội Đặc nhiệm TG 38.1, cùng với Đội Đặc nhiệm TG 38.2 của Chuẩn Đô đốc Bogan, cuối cùng cũng được Đô đốc Halsey gửi về phía Nam, đã tung ra đợt tấn công đầu tiên nhắm vào lực lượng của Kurita. Đợt tấn công thứ hai được tiếp nối hơn hai giờ sau đó. Chúng đã đánh chìm chiếc tàu tuần dương hạng nhẹ Noshiro, và gây hư hại nặng, nhưng không thể đánh chìm, tàu tuần dương hạng nặng Kumano. Hai đội đặc nhiệm còn tung ra một đợt tấn công thứ ba vào đầu buổi chiều, nhưng không thể nâng cao thêm thành tích.
Sau trận chiến vịnh Leyte, Đội Đặc nhiệm 38.1 tiếp tục hoạt động tại Philippines thêm hai ngày, thực hiện các hoạt động hỗ trợ gần mặt đất trước khi lên đường đi Ulithi vào ngày 28 tháng 10. Tuy nhiên, khoảng thời gian nghỉ ngơi này tỏ ra ngắn ngủi - khi Chuẩn Đô đốc Montgomery nhận quyền chỉ huy Đội Đặc nhiệm 38.1 thay cho McCain được thăng chức thay thế Đô đốc Mitscher làm Tư lệnh Lực lượng Đặc Nhiệm 38. Máy bay Nhật đặt căn cứ trên bờ đã tấn công vào lực lượng đổ bộ tại các bãi đổ bộ ở Leyte vào ngày 1 tháng 11. Wasp tham gia không kích các sân bay tại Luzon vào các ngày 5 và 6 tháng 11, phá hủy được trên 400 máy bay Nhật, hầu hết là trên mặt đất. Sau khi một máy bay tấn công cảm tử "kamikaze" đánh trúng chiếc Lexington trong chiến dịch này, Đô đốc McCain chuyển cờ hiệu của mình từ chiếc tàu sân bay nói trên sang Wasp, và ít lâu sau cùng với nó quay trở về Guam để hoán đổi các liên đội không lực phối thuộc.
Wasp quay trở lại Philippines trước giữa tháng và tiếp tục tấn công các mục tiêu đối phương tại đây cho đến ngày 26 tháng 11 khi các đơn vị của Không lực Mỹ đảm nhận trách nhiệm hỗ trợ cho lực lượng tại Leyte. Lực lượng Đặc nhiệm 38 sau đó rút lui về Ulithi. Tại đây, các tàu sân bay nhận được một lực lượng không quân phối thuộc lớn hơn; và từ cuối tháng 11 đến đầu tháng 12 tiến hành các cuộc thực tập huấn luyện chuẩn bị cho sự đối phó tốt hơn đối với các mối đe dọa tấn công cảm tử kamikaze.
Lực lượng Đặc nhiệm 38 rời Ulithi trong các ngày 10 và 11 tháng 12 di chuyển đến một vị trí phía Đông Luzon để tiến hành các cuộc không kích liên tục cả ngày và đêm xuống các sân bay trên đảo này từ ngày 14 đến ngày 16 tháng 12 để ngăn ngừa máy bay Nhật Bản can thiệp vào cuộc đổ bộ xuống bờ biển Tây Nam Mindoro dự kiến vào ngày 15 tháng 12. Sau đó, khi rút lui đến một điểm hẹn tiếp nhiên liệu về phía Đông Philippines, Lực lượng Đặc nhiệm 38 chịu đựng một cơn bão hung hãn làm hư hại các con tàu và nhấn chìm ba tàu khu trục. Các tàu sân bay trải qua tuần lễ tiếp theo sửa chữa các hư hỏng do cơn bão và quay về Ulithi vào dịp lễ Giáng Sinh.

#### 1945
Nhịp độ ngày càng tăng nhanh của cuộc chiến cắt đứt sự yên bình trong vũng biển. Trước khi năm cũ kết thúc, chiếc tàu sân bay quay trở lại hoạt động, tấn công các sân bay tại Philippine, Sakishima Gunto và tại Okinawa. Các cuộc không kích này được thực hiện nhằm dọn đường cho cuộc tấn công của Tướng MacArthur nhằm chiếm đóng Luzon ngang qua vịnh Lingayen. Trong khi máy bay từ các tàu sân bay không thể hoàn toàn dập tắt mọi sự đề kháng bằng không quân của Nhật Bản đối với cuộc đổ bộ Luzon, họ cũng tiêu diệt được nhiều máy bay đối phương để giảm thiểu mối đe dọa từ trên không xuống đến mức quản lý được.
Trong đêm đầu tiên sau các cuộc đổ bộ ban đầu xuống Luzon, Halsey đưa Lực lượng Đặc nhiệm 38 tiến vào biển Nam Trung Quốc trong một tuần lễ khi máy bay và tàu chiến của ông gây thiệt hại nặng nề cho máy bay và tàu bè Nhật Bản trước khi họ rút lui qua eo biển Luzon vào ngày 16 tháng 1 và quay trở lại khu vực biển Philippine. Thời tiết xấu đã ngăn trở máy bay của Halsey hoạt động trong vài ngày; nhưng đến 21 tháng 1 chúng tiến hành ném bom Đài Loan, quần đảo Pescadore và Sakishima. Ngày hôm sau, những chiếc máy bay quay trở lại khu vực Sakishima và Ryūkyū để ném bom và trinh sát. Lực lượng Đặc nhiệm tàu sân bay nhanh đã mệt mỏi được cho rút lui về Ulithi và tiến vào vũng biển tại đây vào ngày 26 tháng 1.
Trong khi các tàu sân bay được nghỉ ngơi lại sức tại Ulithi, Đô đốc Spruance thay thế Đô đốc Halsey chỉ huy Hạm đội, vốn giờ đây được đổi tên từ Hạm đội 3 thành Hạm đội 5; sự "biến thái" này cũng đưa đến việc Đô đốc Mitscher thay phiên cho Đô đốc McCain chỉ huy lực lượng đặc nhiệm tàu sân bay, và Đô đốc Clark tiếp nhận quyền chỉ huy Đội Đặc nhiệm 58.1 vốn bao gồm Wasp. Hoạt động lớn tiếp theo sau nằm trong chiến lược của Đồng Minh với mục tiêu chiếm đảo Iwo Jima trong quần đảo Volcano. Hòn đảo này được cần đến như là một căn cứ cho máy bay tiêm kích của Không lực Mỹ để hộ tống bảo vệ cho những chiếc máy bay ném bom B-29 Superfortress đặt căn cứ tại Mariana trong các cuộc không kích xuống các đảo chính quốc Nhật Bản, và như một điểm đáp khẩn cấp cho những máy bay bị hư hại. Lực lượng Đặc nhiệm 58 khởi hành vào ngày 10 tháng 2, tiến hành tổng dợt tại Tinian, rồi hướng đến Nhật Bản.
Máy bay tiêm kích được cho cất cánh từ các tàu sân bay trước lúc bình minh ngày 16 tháng 2 để quét sạch không quân đối phương khỏi bầu trời Nhật Bản. Họ đã thành công trong nhiệm vụ này, nhưng Wasp cũng bị mất nhiều máy bay chiến đấu trong cuộc càn quét. Các phi vụ ném bom được tiếp nối, chủ yếu nhắm vào các nhà máy sản xuất máy bay trong khu vực Tokyo, như mây phủ dày đặc đã che khuất nhiều nơi, buộc một số máy bay phải thả bom xuống những mục tiêu phụ. Thời tiết xấu cũng ngăn trở các phi công của Mitscher trong các phi vụ sáng hôm sau, buộc ông phải hủy bỏ các cuộc tấn công theo kế hoạch vào buổi xế chiều và đưa Lực lượng Đặc nhiệm 58 hướng về phía Tây. Trong đêm, Mitscher hướng các tàu sân bay của mình về phía quần đảo Volcano để sẵn sàng hỗ trợ trên không cho cuộc đổ bộ trên các bãi biển của Iwo Jima được dự tính vào sáng ngày 19 tháng 2.
Trong vài ngày tiếp theo, máy bay từ các tàu sân bay Mỹ tiếp tục hỗ trợ lực lượng Thủy quân Lục chiến đang tham gia trận chiến đẫm máu nhằm giành lại quyền kiểm soát hòn đảo từ những người bảo vệ cuồng tín. Vào ngày 23 tháng 2, Mitscher đưa những tàu sân bay của mình đến Japan thực hiện thêm những cuộc không kích xuống Tokyo. Máy bay cất cánh vào sáng ngày 25 tháng 2, nhưng khi bay đến Tokyo, họ phát hiện rằng các mục tiêu bị ẩn dưới các đám mây. Hơn nữa, tầm nhìn còn tệ hại đến mức cuộc không kích xuống Nagoya dự tính vào ngày hôm sau phải bị hủy bỏ, và các tàu sân bay di chuyển về phía Nam hướng đến quần đảo Ryūkyū để ném bom và trinh sát Okinawa, mục tiêu tiếp theo dự tính giành từ phía Đế quốc Nhật Bản. Máy bay rời tàu sân bay vào lúc bình minh ngày 1 tháng 3; và trong suốt ngày hôm đó họ đã tấn công và chụp ảnh các hòn đảo trong nhóm đảo Ryūkyū. Sau một cuộc bắn phá ban đêm từ các tàu nổi, Lực lượng Đặc nhiệm 58 lên đường quay về quần đảo Caroline và thả neo trong vũng biển Ulithi vào ngày 4 tháng 3.
Tuần lễ bận rộn nhất của Wasp trong suốt cuộc chiến được ghi nhận từ ngày 17 đến ngày 23 tháng 3. Trong vòng bảy ngày này, Wasp bắn rơi 14 máy bay trên không, tiêu diệt thêm sáu chiếc trên mặt đất, ném bom trúng hai tàu sân bay đối phương mỗi chiếc bởi hai quả bom 230 kg (500 lb), ném hai quả bom 450 kg (1.000 lb) xuống một thiết giáp hạm Nhật và một quả 450 kg (1.000 lb) xuống một thiết giáp hạm khác, đánh trúng một tàu tuần dương hạng nặng với ba quả bom 230 kg (500 lb), và ném trúng một quả bom 450 kg (1.000 lb) vào một tàu hàng lớn, bắn phá nặng nề "và có thể đã đánh chìm" một tàu ngầm Nhật lớn. Cũng trong tuần lễ này, Wasp phải chịu đựng những cuộc tấn công hầu như liên tục của máy bay đặt căn cứ trên đất liền và trải qua nhiều cuộc tấn công tự sát kamikaze gần kề. Xạ thủ trên chiếc tàu sân bay đã bắn hơn 10.000 quả đạn pháo phòng không vào những kẻ tấn công.
Ngày 13 tháng 4 năm 1945, Wasp quay về Xưởng hải quân Puget Sound tại Bremerton, Washington để sửa chữa những hư hại do quả bom ném trúng. Sau khi hoàn tất, nó lên đường hướng đến Hawaii, và sau một chặng dừng chân ngắn tại Trân Châu Cảng, lại hướng về khu vực chiến sự Tây Thái Bình Dương vào ngày 12 tháng 7 năm 1945. Wasp tiến hành một cuộc ném bom lên đảo Wake và dừng chân ngắn hạn tại Eniwetok trước khi tái gia nhập lực lượng đặc nhiệm tàu sân bay nhanh. Trong một bối cảnh hầu như vắng bóng mọi cuộc đối đầu trên không của máy bay đối phương, phi công của Wasp đã đánh vào Căn cứ hải quân Yokosuka gần Tokyo, nhiều sân bay và các trung tâm công nghiệp lân cận. Vào ngày 9 tháng 8, một máy bay kamikaze đã nhào xuống chiếc tàu sân bay, nhưng một xạ thủ cảnh giác, đang lau khẩu pháo của mình vào lúc đó, bắt đầu nổ súng vào chiếc máy bay. Anh bắn thẳng vào kính chắn gió và giết chết viên phi công, nhưng chiếc máy bay vẫn theo đà hướng thẳng đến. Sau đó anh bắn rời được một bên cánh của chiếc máy bay khiến nó lật qua và trượt khỏi con tàu.
Sau đó, trong ngày 15 tháng 8, khi lệnh ngừng bắn đã được công bố, hai máy bay Nhật còn cố tấn công đội đặc nhiệm của Wasp; tuy nhiên máy bay của Wasp vẫn còn tiến hành tuần tra chiến đấu trên không và đã bắn rơi hai đối thủ xuống biển. Đây là lần cuối cùng phi công và xạ thủ của Wasp đối đầu với kẻ thù Nhật Bản. Ngày 25 tháng 8 năm 1945, một cơn bão mạnh sức gió lên đến 140 km/h (78 knot) đã ập đến và làm boong khoảng 9 m (30 ft) mũi của nó. Bất chấp khó khăn do phải cất cánh từ một sàn đáp ngắn hơn, chiếc tàu sân bay tiếp tục tung ra các phi vụ tuần tra và nhân đạo mang thực phẩm, thuốc men và tiếp liệu cho những tù binh chiến tranh Mỹ tại Narumi gần Nagoya.
Chiếc tàu sân bay quay về Boston tham dự Ngày Hải quân 27 tháng 10 năm 1945. Đến ngày 30 tháng 10, Wasp lên đường đi đến Xưởng hải quân New York để được trang bị bổ sung phương tiện để có thể chuyên chở tối đa binh lính. Công việc hoàn tất vào ngày 15 tháng 11, cho phép nó có thể nhận 5.500 hành khách và 400 sĩ quan. Sau đó Wasp tạm thời hoạt động như một tàu chở binh lính trong Chiến dịch Magic Carpet. Ngày 17 tháng 2 năm 1947, Wasp được cho ngừng hoạt động và được đưa về Hạm đội Dự bị Đại Tây Dương.

### Sau chiến tranh

#### 1948–1955

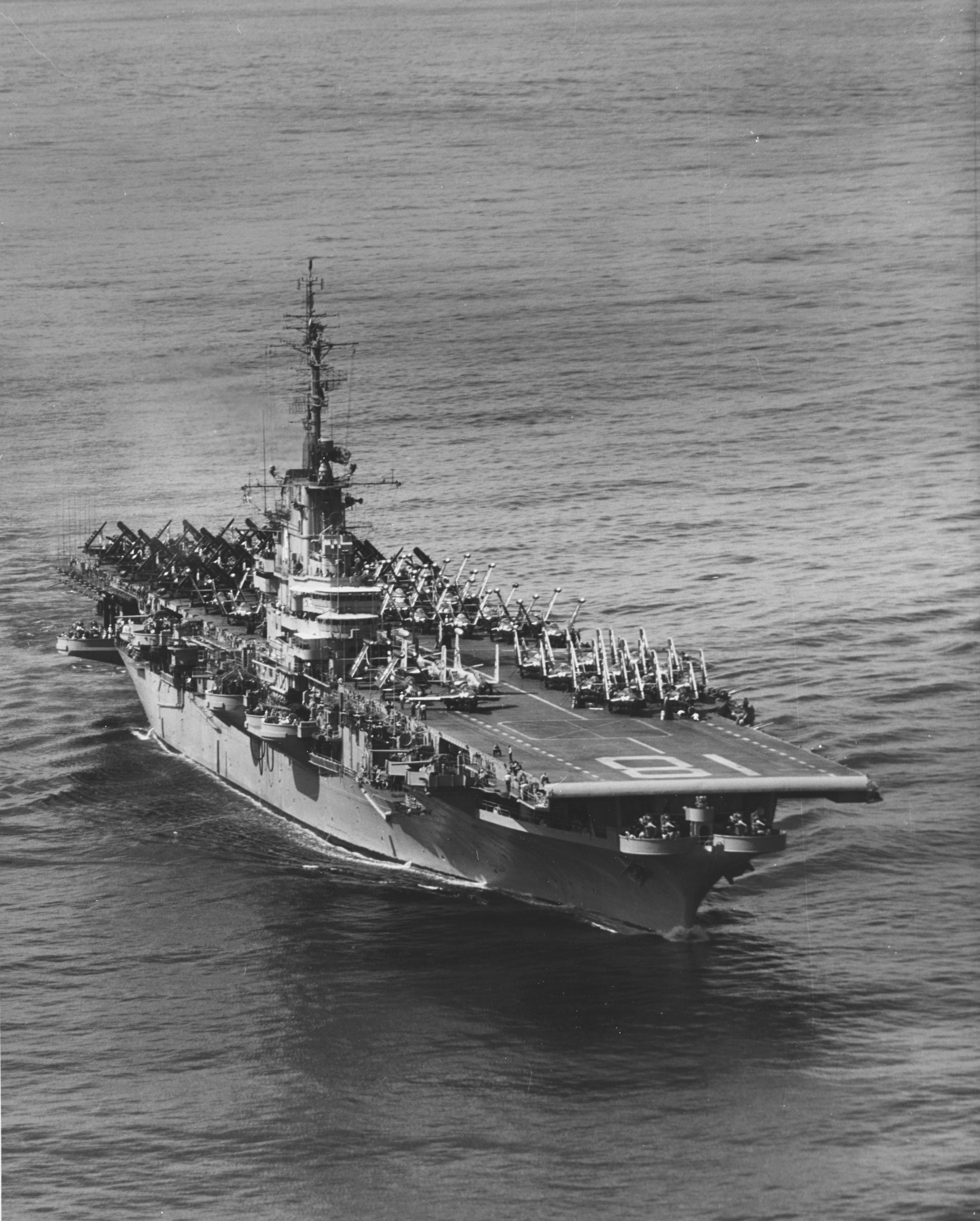
USS Wasp vào năm 1954.

Mùa Hè năm 1948, Wasp được đưa ra khỏi hạm đội dự bị và được cho chuyển đến Xưởng hải quân New York để tái trang bị và cải biến, để nó có thể hoạt động cùng những kiểu máy bay to, nặng và nhanh hơn trong thời đại phản lực. Sau khi hoàn tất việc cải biến, chiếc tàu sân bay được cho tái hoạt động động vào ngày 10 tháng 9 năm 1951. Wasp được phân bố về Hạm đội Đại Tây Dương vào tháng 11 năm 1951 và bắt đầu một giai đoạn chạy thử máy và huấn luyện kéo dài cho đến tháng 2 năm 1952. Quay trở về sau chuyến đi chạy thử máy, nó trải qua một tháng trong Xưởng hải quân New York chuẩn bị để hoạt động tại các vùng biển xa.
Ngày 26 tháng 4 năm 1952, Wasp va chạm với tàu khu trục quét mìn Hobson trong khi tiến hành các hoạt động thực tập bay ban đêm trên đường đi đến Gibraltar. Hobson bị mất 176 thành viên thủy thủ đoàn, kể cả thuyền trưởng của nó; các hoạt động cứ hộ nhanh chóng đã vớt được 52 người. Wasp không bị tổn hại nhân mạng, nhưng mũi tàu của nó bị xé rách răng cưa một khoảng 23 m (75 ft). Chiếc tàu sân bay đi đến Bayonne, New Jersey để sửa chữa, và sau khi nó vào ụ tàu tại đây, mũi của chiếc tàu sân bay Hornet (CV-12) lúc đó đang được cải biến hiện đại hóa, được cho tháo ra và được chuyển bằng xà lan từ Brooklyn, New York để được lắp cho Wasp, thay thế cho phần mũi bị hư hại nặng của con tàu. Công việc đáng kể này được hoàn tất chỉ trong vòng 10 ngày, cho phép chiếc tàu sân bay tiếp tục lên đường vượt Đại Tây Dương.
Ngày 2 tháng 6 năm 1952, Wasp thay phiên cho tàu sân bay Tarawa (CV-40) tại Gibraltar và gia nhập Hải đội Tàu sân bay 6 tại vùng biển Địa Trung Hải. Sau khi tiến hành các hoạt động huấn luyện bay giữa các chuyến viếng thăm hữu nghị các cảng trong khu vực, Wasp được chiếc Leyte (CV-32) thay phiên tại Gibraltar vào ngày 5 tháng 9. Sau khi tham gia cuộc tập trận Mainbrace của khối NATO tại Greenock, Scotland, và một thời gian nghỉ ngơi tại Plymouth, Wasp lên đường quay trở về nhà, về đến Norfolk vào sáng sớm ngày 13 tháng 10 năm 1952.
Vào ngày 7 tháng 11 năm 1952, Wasp đi vào Xưởng hải quân New York tiến hành một đợt đại tu kéo dài bảy tháng nhằm chuẩn bị cho nó một chuyến đi phục vụ cùng Hạm đội Thái Bình Dương một lần nữa. Sau một đợt huấn luyện ôn tập tại khu vực Caribbe, Wasp rời Norfolk vào ngày 16 tháng 9 năm 1953. Sau khi đi qua kênh đào Panama và vượt Thái Bình Dương, chiếc tàu sân bay ghé thăm ngắn Nhật Bản rồi tiến hành các hoạt động cùng Lực lượng Đặc nhiệm 77. Trong khi hoạt động tại Tây Thái Bình Dương, nó đã ghé thăm Hong Kong, Manila, Yokosuka và Sasebo.
Vào ngày 10 tháng 1 năm 1954, Thống chế Trung Hoa dân quốc Tưởng Giới Thạch trải qua hơn bốn giờ trên chiếc Wasp theo dõi các cuộc tập trận không quân mô phỏng trong vùng biển Đài Loan. Vào ngày 12 tháng 3, Tổng thống Ramon Magsaysay của nước Cộng hòa Philippines lên tàu để thị sát các hoạt động không quân như là khách mời của Đại sứ Hoa Kỳ Raymond A. Spruance. Trong một thời gian Wasp đã hoạt động ngoài khơi vịnh Subic, Philippines, rồi lên đường đi đến Nhật Bản, nơi mà nó được tàu sân bay Boxer thay phiên vào tháng 4 năm 1954, để lên đường quay trở về cảng nhà mới San Diego.
Wasp trải qua những tháng tiếp theo chuẩn bị cho một chuyến đi khác đến Á Châu. Nó rời Hoa Kỳ vào tháng 9 năm 1954 hướng sang Viễn Đông, ghé thăm Trân Châu Cảng và Iwo Jima trên đường đi. Nó thay phiên cho Boxer vào tháng 10, rồi tham gia các hoạt động không quân tại biển Nam Trung Quốc với Đội Đặc nhiệm Tàu sân bay 70.2. Wasp viếng thăm Philippines vào tháng 11 và tháng 12 và đi đến Nhật Bản vào đầu năm 1955 để gia nhập Lực lượng Đặc nhiệm 77. Trong thời gian hoạt động cùng với đơn vị này, Wasp đã hỗ trợ trên không cho cuộc triệt thoái lực lượng Trung Hoa dân quốc khỏi quần đảo Đại Trần ngoài khơi tỉnh Chiết Giang.
Sau cuộc triệt thoái Tachen, Wasp ghé qua Nhật Bản trước khi quay về San Diego vào tháng 4. Nó đi vào Xưởng hải quân San Francisco vào tháng 5 cho một đợt đại tu và nâng cấp kéo dài bảy tháng. Ngày 1 tháng 12, chiếc tàu sân bay quay trở lại hoạt động với một sàn đáp chéo góc và một mũi tàu chống bão. Cuối năm 1955, Wasp quay trở về San Diego chuẩn bị cho một đợt hoạt động khác tại Viễn Đông.

#### 1956–1960
Sau những hoạt động huấn luyện vào các tháng đầu năm 1956, Wasp rời San Diego vào ngày 23 tháng 4 cho một chuyến đi khác đến Viễn Đông cùng với Liên đội Không lực Tàu sân bay 15 trên tàu. Nó ghé lại Trân Châu Cảng để được thị sát và huấn luyện, rồi tiếp tục đi đến Guam, đến kịp lúc để tham gia lễ hội Ngày Quân đội 14 tháng 5. Trên đường đến Nhật Bản trong tháng 5, nó tham gia Lực lượng Đặc nhiệm 77 cho Chiến dịch Sea Horse, một đợt tập trận huấn luyện ngày và đêm dành cho tàu chiến và máy bay kéo dài năm ngày. Nó đi đến Yokosuka vào ngày 4 tháng 6, viếng thăm Iwakuni, rồi lên đường đi Manila cho một cuộc viếng thăm ngắn. Sau một giai đoạn trong ụ tàu tại Yokosuka, Wasp lại đi về phía nam đến Cubi Point, Philippine, nhân dịp khánh thành một căn cứ không lực hải quân mới tại đây. Liên đội Không lực Tàu sân bay 15 đã có buổi biểu diễn trên không dành cho Tổng thống Magsaysay và Đô đốc Arthur Radford. Vào giữa tháng 8, Wasp quay về Yokosuka dự định một kỳ nghỉ kéo dài hai tuần, nhưng lại phải lên đường sớm hỗ trợ những tàu khác trong việc tìm kiếm những người sống sót, sau khi một máy bay tuần tra Hải quân bị bắn rơi vào ngày 23 tháng 8 ngoài khơi bờ biển Trung Hoa lục địa. Sau cuộc tìm kiếm vô vọng, con tàu đi đến Kobe, Nhật Bản, rồi ghé qua Yokosuka trước khi rời Viễn Đông.
Wasp quay trở lại San Diego vào ngày 15 tháng 10, và sau đó được xếp lại lớp như một tàu sân bay chống tàu ngầm với ký hiệu CVS-18 vào ngày 1 tháng 11 năm 1956. Nó trải qua những ngày cuối cùng của năm 1956 tại San Diego chuẩn bị cho việc chuyển sang hoạt động tại Bờ Đông. Wasp rời San Diego ngày 31 tháng 1 năm 1957, đi vòng qua mũi Horn cho các hoạt động tại Nam Đại Tây Dương và vùng biển Caribbe, rồi tiếp tục hướng đến Boston, đến nơi vào ngày 21 tháng 3. Nó đi đến Norfolk, Virginia, vào ngày 6 tháng 4 để nhận lên tàu những thành viên thủy thủ đoàn của mình từ Trường Chiến tranh Chống tàu ngầm. Chiếc tàu sân bay trải qua những tháng tiếp theo thực hành chiến thuật dọc theo Bờ Đông và vùng biển ngoài khơi Bermuda trước khi quay trở về Boston vào ngày 16 tháng 8.
Vào ngày 3 tháng 9 năm 1957, Wasp lên đường tham gia các cuộc tập trận "Seaspray" và "Strikeback" của khối NATO, đưa nó đến vùng bờ biển Scotland để mô phỏng các cuộc tấn công và phản công hạt nhân từ 130 căn cứ khác nhau trên bờ. Chiếc tàu sân bay quay trở về Boston vào ngày 23 tháng 10 và đi vào Xưởng hải quân Boston cho một đợt đại tu vốn chỉ hoàn tất vào ngày 10 tháng 3 năm 1958, khi nó lên đường thực hiện một cuộc thực hành chống tàu ngầm tại vịnh Guantánamo, Cuba. Khi quay trở về Boston vào ngày 29 tháng 4 và nhận lên tàu các phi đội không lực phối thuộc tại Căn cứ Không lực Hải quân Quonset Point, Rhodes Island, vào ngày 12 tháng 5, nó trở thành hạt nhân của Lực lượng Đặc nhiệm 66, một hải đội đặc biệt chống tàu ngầm trực thuộc Đệ Lục hạm đội.
Chiếc tàu sân bay bắt đầu vượt Đại Tây Dương vào ngày 12 tháng 5, và chỉ mới đi được vài trăm dặm khi xung đột nổ ra tại Liban. Wasp đi đến Gibraltar vào ngày 21 tháng 5 rồi tiếp tục hướng sang phía Đông, ghé qua vịnh Souda, Crete, Rhodes và Athens. Sau đó Wasp trải qua 10 ngày ngoài biển tiến hành một cuộc tập trận chống tàu ngầm phối hợp giữa Hoa Kỳ và Ý trong biển Tyrrhenian ngoài khơi Sardinia. Đến ngày 15 tháng 7, chiếc tàu sân bay lại lên đường để tuần tra tại vùng biển ngoài khơi Liban. Phi đội máy bay trực thăng vận chuyển của Thủy quân Lục chiến đã rời tàu trong năm ngày để thiết lập một doanh trại tại Sân bay quốc tế Beirut. Họ thực hiện các phi vụ trinh sát cũng như vận chuyển những người bệnh và bị thương thuộc các tiểu đoàn Thủy quân Lục chiến chiếm đóng trên đồi đến bệnh viện đóng tại sân bay. Nó tiếp tục hỗ trợ cho lực lượng trên bộ tại Liban cho đến ngày 17 tháng 9 năm 1958, khi nó rời cảng Beirut hướng về nhà. Nó về đến Norfolk vào ngày 7 tháng 10, chất dỡ hàng tiếp liệu, rồi ghé qua Quonset Point một chặng ngắn trước khi về đến cảng nhà Boston của nó vào ngày 11 tháng 10.
Bốn ngày sau, Wasp trở thành soái hạm của Đội đặc nhiệm Bravo, một trong hai đội phòng thủ chống tàu ngầm vừa mới được Tổng tư lệnh Hạm đội Đại Tây Dương thành lập. Liên đội không lực của Wasp và bảy tàu khu trục tháp tùng được sự hỗ trợ của thủy phi cơ tuần tra đặt căn cứ trên bờ. Nó khởi hành từ Quonset Point vào ngày 26 tháng 11 cho một chuyến đi kéo dài 17 ngày tại Bắc Đại Tây Dương. Giai đoạn ngoài biển khơi này đánh dấu lần đầu tiên lực lượng của nó hoạt động chung với nhau như một đội; và hoạt động này tiếp diễn cả ngày lẫn đêm để phát triển khả năng phối hợp và làm việc đồng đội; cho đến khi nó quay trở về Boston vào ngày 13 tháng 12 năm 1958, và ở lại đây cho đến hết kỳ nghỉ lễ Giáng Sinh.
Wasp hoạt động cùng với Đội đặc nhiệm Bravo trong suốt năm 1959, đi dọc theo bờ Đông Hoa Kỳ tiến hành các hoạt động ngoài khơi Norfolk, Bermuda và Quonset Point. Vào ngày 27 tháng 2 năm 1960, nó đi vào Xưởng hải quân Boston để đại tu. Đến giữa tháng 7, chiếc tàu sân bay được lệnh đi đến khu vực Nam Đại Tây Dương và thường trực ngoài khơi bờ biển Châu Phi vào lúc một cuộc nội chiến đang nổ ra tại nước Congo vừa mới được độc lập, và đã hoạt động hỗ trợ cho chiến dịch không vận của Liên Hợp Quốc. Nó quay trở về cảng nhà vào ngày 11 tháng 8 rồi trải qua thời gian còn lại của năm hoạt động ngoài khơi Boston thực hiện những chuyến viếng thăm vịnh Guantánamo, Cuba, cùng những đợt huấn luyện ôn tập và thực hành được tổ chức tại vùng biển Virginia Capes và Caribbe. Chiếc tàu sân bay quay trở về Boston vào ngày 10 tháng 12 và ở lại đây cho đến kỳ nghỉ lễ Năm Mới.

#### 1961–1965
Ngày 9 tháng 1 năm 1961, Wasp lên đường đi đến khu vực thực tập Virginia Capes, dành ra một nửa đầu của năm 1961 thực hành tại đây, tại vịnh Narragansett, Rhodes Island, và tại Nova Scotia. Vào ngày 9 tháng 6, Wasp khởi hành từ Norfolk cho một chuyến đi kéo dài ba tháng đến Địa Trung Hải. Chiếc tàu sân bay tiến hành thực tập tại vịnh Augusta, Sicilia; Barcelona, Tây Ban Nha; San Remo và La Spezia, Ý; vịnh Aranci, Sardinia; Genoa, Ý và Cannes, Pháp, và quay về đến Boston vào ngày 1 tháng 9. Nó đi vào Xưởng hải quân Boston cho một đợt bảo trì giữa kỳ rồi tiếp tục hoạt động vào ngày 6 tháng 11 năm 1961.
Sau khi nhận hàng tiếp liệu và thiết bị, Wasp trải qua giai đoạn từ ngày 11 đến ngày 18 tháng 1 năm 1962 tiến hành các cuộc thực tập chống tàu ngầm và khảo sát tàu ngầm ngoài khơi bờ Đông. Sau một chặng dừng ngắn tại Norfolk, nó tiếp nối các cuộc thực hành huấn luyện và thả neo ngoài khơi Bermuda từ ngày 24 đến ngày 31 tháng 1. Sau đó Wasp quay trở về cảng nhà.
Ngày 18 tháng 2, Wasp khởi hành từ Boston hướng sang Anh Quốc, đi đến Portsmouth vào ngày 1 tháng 3. Đến ngày 16 tháng 3, chiếc tàu sân bay đi đến Rotterdam, Hà Lan, cho một cuộc viếng thăm thiện chí kéo dài một tuần. Từ ngày 22 đến ngày 30 tháng 3, Wasp đi đến Greenock, Scotland, rồi tiếp tục đi đến Plymouth. Vào ngày 17 tháng 4, Hạm trưởng Brewer trao tặng cho Ngài Alderman A. Goldberg, Thị trưởng thành phố Plymouth, một bức ảnh lớn của chiếc tàu buồm Mayflower II như là một món quà hữu nghị của dân cư thành phố Plymouth, Massachusetts. Đến ngày 5 tháng 5, Wasp đi đến Kiel, Tây Đức, trở thành chiếc tàu sân bay đầu tiên từng ghé thăm cảng này. Nó còn ghé thăm Oslo, Reykjavík và Argentia, Newfoundland trước khi quay trở về Boston vào ngày 16 tháng 6.
Từ tháng 8 đến tháng 10, Wasp thực hiện các chuyến viếng thăm đến Newport, Rhode Island, New York và Earle, New Jersey. Khi xảy ra vụ Khủng hoảng tên lửa Cuba do việc phát hiện Liên Xô bố trí tên lửa đạn đạo tầm trung mang đầu đạn hạt nhân trên hòn đảo tại Trung Mỹ; vào ngày 1 tháng 11, nó đã lên đường theo lệnh Tổng thống John F. Kennedy và đã tham gia vào việc phong tỏa Cuba, gây áp lực buộc đối thủ phải tháo dỡ tên lửa. Khi mối căng thẳng đã dịu đi thông qua đàm phán hòa bình, chiếc tàu sân bay quay trở về Boston vào ngày 22 tháng 11 để bảo trì, rồi vào ngày 21 tháng 12 lại lên đường đi Bermuda cùng với 18 học viên từ các trường đại học tại khu vực Boston. Wasp quay trở về Boston vào ngày 29 tháng 12.
Sang đầu năm 1963, Wasp thực hành chống tàu ngầm ngoài khơi Virginia Capes, rồi di chuyển dọc theo bờ biển Caribe của Costa Rica nhân chuyến viếng thăm của Tổng thống Kennedy tại San José; Tổng thống đã có cuộc hội đàm với tổng thống của sáu nước vùng Trung Mỹ vào ngày 21 tháng 3. Sau khi tham gia cuộc tập trận hạm đội ngoài khơi Puerto Rico, nó quay trở về Boston vào ngày 4 tháng 4. Từ ngày 11 đến ngày 18 tháng 5, con tàu có mặt ngoài khơi Bermuda để dự phòng cho việc thu hồi tàu không gian trong khuôn khổ Chương trình Mercury, nhân chuyến bay lên quỹ đạo kéo dài một ngày đêm của phi hành gia Gordon Cooper. Cho dù chuyến bay gặp những trục trặc kỹ thuật, việc hạ cánh vẫn diễn ra theo đúng như kế hoạch, và Cooper cùng tàu không gian Faith 7 được tàu sân bay Kearsarge (CVA-33) vớt lên tại Thái Bình Dương gần đảo Midway.
Wasp sau đó tiếp nối hoạt động thực hành huấn luyện chống tàu ngần dọc theo bờ biển Đại Tây Dương và vùng biển Caribe. Vào mùa Thu năm 1963, con tàu được đại tu tại Xưởng hải quân Boston, nơi nó đồng thời cũng thực hiện gói nâng cấp SCB-144 trong khuôn khổ Chương trình Hồi sinh và Hiện đại hóa Hạm đội II (FRAM: Fleet Rehabilitation and Modernization). Các cải tiến bao gồm việc bổ sung một bộ sonar AN/SQS-23 gắn trước mũi, và cải thiện màn hình hiển thị trong Trung tâm Thông tin Tác chiến. Sau khi hoàn thành việc sửa chữa và nâng cấp vào tháng 3 năm 1964, nó chạy thử máy tại vùng biển ngoài khơi Boston, và sang tháng 4 đã quay trở lại hoạt động thường lệ từ Norfolk và vịnh Narragansett. Con tàu đi đến Boston vào ngày 4 tháng 5 và ở lại đây cho đến ngày 14 tháng 5, khi nó lên đường để hoạt động huấn luyện ôn tập tại vùng biển giữa vịnh Guantánamo, Cuba và Kingston, Jamaica; nó quay trở về cảng nhà vào ngày 3 tháng 6.
Vào ngày 21 tháng 7, 1964, Wasp bắt đầu chuyến đi khứ hồi đến Norfolk và quay trở về Boston vào ngày 7 tháng 8. Nó ở lại cảng cho đến ngày 8 tháng 9, khi nó khởi hành cho chuyến đi đến Valencia, Tây Ban Nha ngang qua Virginia Capes. Con tàu tiếp tục chuyến đi tại vùng biển Địa Trung Hải, viếng thăm các cảng Tây Ban Nha, Pháp và Ý trước khi quay trở về nhà vào ngày 18 tháng 12.
Wasp ở lại cảng cho đến ngày 8 tháng 2, 1965, khi nó lên đường cho đợt tập trận hạm đội tại vùng biển Caribe. Tiếp tục hoạt động dọc theo vùng bờ Đông, nó đã tham gia vào Chương trình Gemini khi phục vụ cho việc thu hồi tàu không gian Gemini IV cùng các phi hành gia James McDivitt và Ed White khi họ đáp xuống Bắc Đại Tây Dương vào ngày 7 tháng 6; chuyến bay này đánh dấu lần đầu tiên một phi hành gia Hoa Kỳ, Ed White, bước ra ngoài không gian. Mùa Hè năm đó, con tàu tham gia vào việc tìm kiếm cứu nạn một máy bay cảnh báo sớm Lockheed EC-121 Warning Star của Không quân bị rơi ngoài khơi đảo Nantucket, Massachusetts do trục trặc động cơ. Sau đó nó đón tiếp 12 nghị sĩ quốc hội trong một chuyến đi trình diễn trong các ngày 20 và 21 tháng 8, trước khi lên đường đi sang Châu Âu cho một cuộc tập trận phối hợp cùng lực lượng Pháp và Đức. Từ ngày 16 đến ngày 18 tháng 12, chiếc tàu sân bay lại làm nhiệm vụ thu hồi tàu không gian và phi hành gia cho các chuyến bay Gemini VI và VII, rồi quay trở về Boston vào ngày 22 tháng 12.

#### 1966–1967

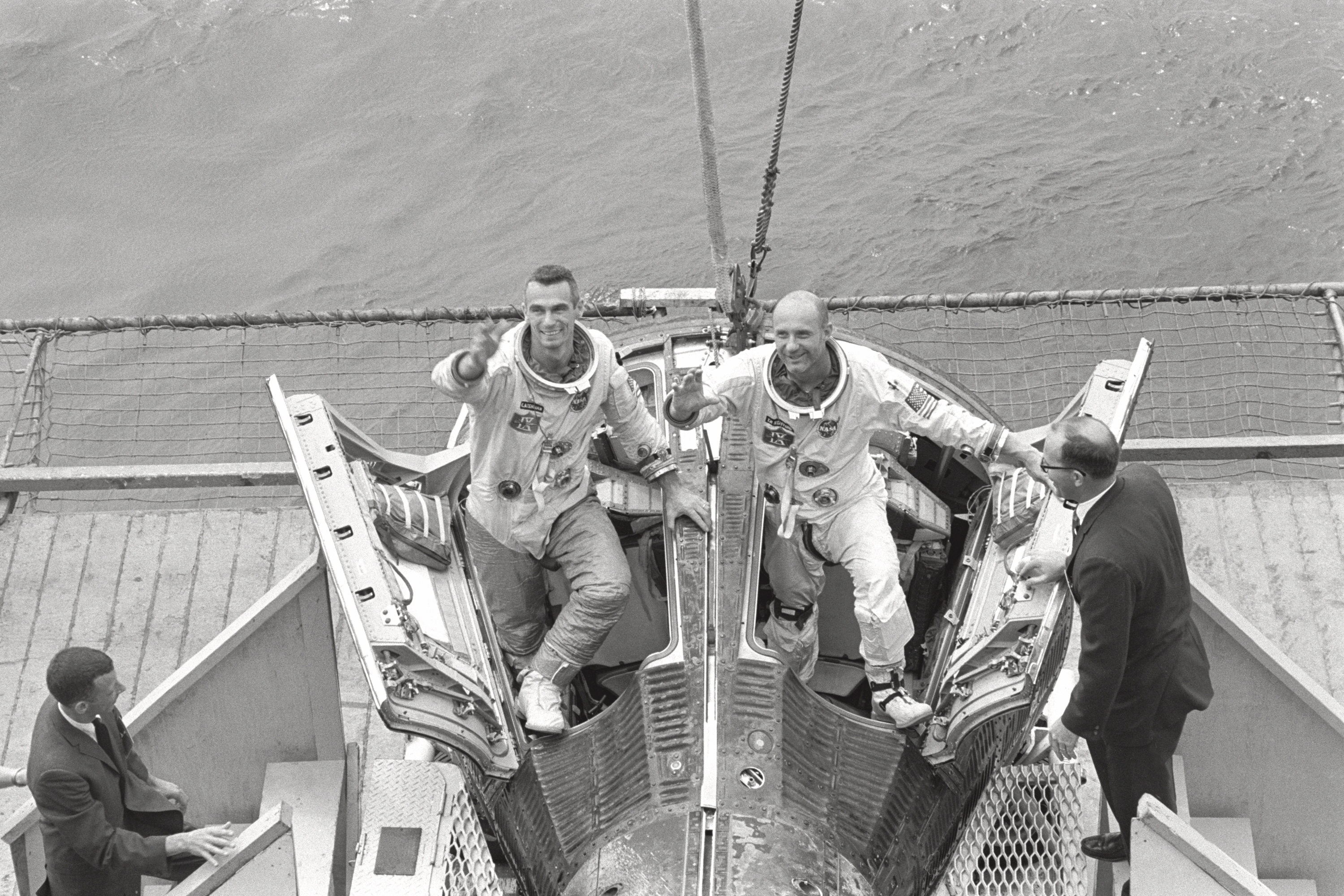
Các phi hành gia Cernan và Stafford của chuyến bay Gemini IX đang được chào đón trên Wasp, 9 tháng 6, 1966

Wasp khởi hành từ Boston vào ngày 24 tháng 1, 1966 để tham gia cuộc tập trận hạm đội ngoài khơi Puerto Rico; tuy nhiên trên đường đi, biển động nặng và gió giật đã gây những hư hại cấu trúc cho chiếc tàu sân bay. Nó đi vào Căn cứ Hải quân Roosevelt Roads, Puerto Rico vào ngày 1 tháng 2 để xác định mức độ hư hỏng và sửa chữa những gì có thể làm được; kỹ sư được cử từ Boston đến đã xác định con tàu phải kết thúc cuộc Tập trận "Springboard" sớm để quay trở về Boston. Nó tiến hành những hoạt động chống tàu ngầm giới hạn từ ngày 6 đến ngày 8 tháng 2 trước khi rời vùng biển Caribe, và về đến Boston vào ngày 18 tháng 2. Việc sửa chữa hoàn tất vào ngày 7 tháng 3.
Wasp tham gia cuộc tập trận tại khu vực ngoài khơi vịnh Narragansett, Rhode Island trước khi quay trở về vào ngày 24 tháng 3. Ernst Lemberger, Đại sứ Áo tại Hoa Kỳ, đã viếng thăm con tàu vào ngày 27 tháng 3. Đến ngày 18 tháng 4, nó đón lên tàu nhiều vị khách mời của Bộ trưởng Hải quân và lên đường đi sang khu vực vịnh Guantánamo, Cuba; nó quay trở về Boston vào ngày 6 tháng 5. Một tuần sau đó, chiếc tàu sân bay lại lên đường làm nhiệm vụ thu hồi tàu không gian cho Chương trình Gemini; có mặt trên tàu bao gồm khoảng 66 nhân sự của NASA, phóng viên truyền hình và báo chí, một đội y tế của Bộ Quốc Phòng cùng một đội người nhái thuộc đội phá hoại dưới nước (UDT). Khi tàu không gian Gemini IX đáp xuống vào ngày 6 tháng 6, nó đã vớt các phi hành gia Thomas P. Stafford và Eugene Cernan rồi đưa họ bằng máy bay về mũi Kennedy, trong khi tàu không gian được nó đưa về Boston.
Wasp sau đó tham gia cuộc tập trận ASWEX III, một đợt thực tập chống tàu ngầm kéo dài từ ngày 20 tháng 6 đến ngày 1 tháng 7, 1966. Nó ở lại cảng Boston cho đến khi lại lên đường vào ngày 25 tháng 7 tiếp tục tham gia cuộc tập trận "ASWEX IV". Trong đợt này, tàu thu thập thông tin tình báo Liên Xô Agi Traverz đã xâm nhập khu vực tập trận, khiến cuộc tập trận phải tạm dừng và sắp xếp lại đội hình lực lượng; cuộc tập trận chấm dứt vào ngày 5 tháng 8. Sau một chuyến viếng thăm New York kéo dài hai ngày, con tàu quay trở về Boston vào ngày 1 tháng 9 và được bảo trì cho đến ngày 19 tháng 9. Cho đến ngày 4 tháng 10, con tàu tiến hành các hoạt động tìm/diệt tàu ngầm cùng những máy bay thuộc Hải quân Hoàng gia Canada hoạt động trên tàu.
Sau khi được bảo trì tại Boston, một lần nữa Wasp lại tham gia nhiệm vụ thu hồi tàu không gian cho Chương trình Gemini từ ngày 5 đến ngày 18 tháng 11. Tàu Gemini XII đã hạ cánh vào ngày 15 tháng 11 tại địa điểm chỉ các chiếc tàu sân bay 3 dặm (4,8 km); các phi hành gia James A. Lovell và Edwin E. Aldrin được máy bay trực thăng vớt và ở lại trên tàu trong hai ngày. Con tàu mang tàu không gian Gemini XII quay trở về cảng Boston vào ngày 18 tháng 11, và sau khi chất dỡ những thiết bị chuyên dùng cho việc thu hồi, nó ở lại cảng cho đến ngày 28 tháng 11. Nó khởi hành từ Boston để tham gia cuộc tập trận lớn nhất hàng năm của Hạm đội Đại Tây Dương, "Lantflex-66", nơi có hơn 100 tàu chiến Hoa Kỳ tham gia; nó quay trở về Boston vào ngày 16 tháng 12 và ở lại cảng cho đến hết năm đó.
Wasp phục vụ như một tàu huấn luyện chuẩn nhận phi công tàu sân bay trực thuộc Bộ chỉ huy Huấn luyện Không lực Hải quân từ ngày 24 tháng 1 đến ngày 26 tháng 2, 1967, và tiến hành những hoạt động trong vịnh Mexico và ngoài khơi bờ biển phía Đông Florida. Nó tham gia lễ hội Mardi Gras tại New Orleans từ ngày 4 đến ngày 8 tháng 2, viếng thăm Pensacola trong các ngày 11 và 12 tháng 2 và Mayport, Florida trong các ngày 19 và 20 tháng 2. Quay trở lại Boston một tuần sau đó, nó ở lại cảng cho đến ngày 19 tháng 3, rồi lên đường tham gia cuộc tập trận "Springboard" hàng năm tại vùng biển Caribe. Nó gặp gỡ Salamonie (AO-26) vào ngày 24 tháng 3 để tiến hành tiếp nhiên liệu trên đường đi, nhưng bị hư hại do mắc tai nạn va chạm với chiếc tàu chở dầu.
Sau khi được sửa chữa tại Roosevelt Roads, Wasp quay trở lại hoạt động vào ngày 29 tháng 3, viếng thăm Charlotte Amalie tại đảo St. Thomas, và tham gia những lễ hội từ ngày 30 tháng 3 đến ngày 2 tháng 4, đánh dấu 50 năm Quần đảo Virgin thuộc Mỹ được Hoa Kỳ mua lại từ Đan Mạch. Chiếc tàu sân bay quay trở lại Boston vào ngày 7 tháng 4, nhưng chỉ lại cảng trong bốn ngày trước khi đi đến Earle, New Jersey, nơi nó chất dỡ đạn dược khỏi tàu trước khi đại tu. Nó viếng thăm New York trong ba ngày rồi quay trở lại Xưởng hải quân Boston, nơi nó bắt đầu được đại tu từ ngày 21 tháng 4. Công việc sửa chữa chỉ hoàn tất vào đầu năm 1968.

#### 1968–1970
Wasp tiến hành chạy thử máy sau đại tu suốt tháng 1, 1968. Quay trở lại Xưởng hải quân Boston vào ngày 28 tháng 1, nó chuẩn bị cho một đợt đánh giá kỹ thuật từ đầu tháng 2. Chiếc tàu sân bay bắt đầu một đợt huấn luyện ôn tập từ ngày 28 tháng 2, kéo dài gần năm tuần, dưới quyền Tư lệnh Đội huấn luyện hạm đội tại vịnh Guantánamo, Cuba. Nó khởi hành vào ngày 30 tháng 3 để đi lên phía Bắc, ở lại cảng Boston để bảo trì và sửa chữa nhỏ từ ngày 6 đến ngày 29 tháng 4, rồi lên đường đi sang khu vực quần đảo Bahamas để thực hành huấn luyện và tham gia cuộc tập trận "Fixwex C" ngoài khơi bờ biển Bermuda. Nó quay trở về cảng nhà vào ngày 20 tháng 5, rồi lại lên đường năm ngày sau đó để hoạt động chuẩn nhận tàu sân bay cho học viên phi công thuộc Bộ chỉ huy Huấn luyện Không lực Hải quân tại khu vực Jacksonville, Florida.
Vào ngày 12 tháng 6, Wasp mắc tai nạn va chạm nhẹ với tàu chở dầu Truckee (AO-147) đang khi được tiếp nhiên liệu trên đường đi. Nó quay trở về Norfolk, nơi tình huống dẫn đến va chạm được điều tra, rồi lên đường đi Boston vào ngày 20 tháng 6, nơi nó ở lại cho đến ngày 3 tháng 8, khi nó đi đến Norfolk để được chất đạn dược.
Sau khi có quyết định vào ngày 15 tháng 6 chuyển cảng nhà của Wasp đến Quonset Point, Rhode Island, chiếc tàu sân bay đi đến cảng nhà mới vào ngày 10 tháng 8 và chuẩn bị để được phái đi hoạt động ở nước ngoài. Nó lên đường mười ngày sau đó để đi sang vùng biển Châu Âu, thoạt tiên thực hiện các chuyến viếng thăm các cảng Bắc Âu: Portsmouth, Anh; Firth of Clyde, Scotland; Hamburg, Đức và Lisbon, Bồ Đào Nha. Sau đó trong thành phần Đội đặc nhiệm 87.1, nó tham gia "Silvertower", cuộc tập trận phối hợp quy mô lớn nhất của Khối NATO trong vòng bốn năm, bao gồm nhiều đơn vị hạm tàu nổi, không quân và tàu ngầm của hải quân nhiều nước trong khối.
Vào ngày 25 tháng 10, Wasp đi sang Địa Trung Hải và gia nhập Đội đặc nhiệm 67.6 một ngày sau đó. Sau khi viếng thăm cảng Naples, Ý, nó lên đường vào ngày 7 tháng 11 để thực hành chống tàu ngầm tại các khu vực biển Tyrrhenian, biển Levant và biển Ionia. Sau khi chất máy bay tại Taranto và Naples, con tàu đã viếng thăm Barcelona, Tây Ban Nha và Gibraltar trước khi quay trở về Quonset Point vào ngày 19 tháng 12. Sau khi được bảo trì trong xưởng tàu từ ngày 10 tháng 1 đến ngày 17 tháng 2, 1969, nó tiến hành tập trận tại khu vực Bermuda trước khi quay trở về Quonset Point vào ngày 6 tháng 3.
Wasp lại lên đường vào ngày 1 tháng 4, 1969 để vượt Đại Tây Dương, đi đến Lisbon, Bồ Đào Nha vào ngày 16 tháng 4. Từ ngày 21 đến ngày 26 tháng 4, nó tham gia cuộc Tập trận "Trilant" có sự tham gia của hải quân Hoa Kỳ, Tây Ban Nha và Bồ Đào Nha. Chiếc tàu sân bay đi đến Portsmouth, Anh vào ngày 15 tháng 5, phục vụ như là soái hạm của Lực lượng Đặc nhiệm 87 và đại diện cho Hoa Kỳ tham gia cuộc Duyệt binh Hạm đội Khối NATO do Nữ hoàng Elizabeth II và Hoàng tế Philip chủ trì, có sự tham gia của 64 tàu chiến thuộc 11 nước Khối NATO. Nó sau đó tham gia các cuộc tập trận và viếng thăm các cảng Bắc Âu: Rotterdam, Hà Lan; Oslo, Thụy Điển và Copenhagen, Đan Mạch trước khi lên đường quay trở về nhà vào ngày 30 tháng 6.
Wasp ở lại cảng Quonset Point cho đến ngày 24 tháng 8. Từ ngày 29 tháng 8 đến ngày 6 tháng 10, nó luân phiên hoạt động tại khu vực Corpus Christi, Texas để hoạt động chuẩn nhận phi công tàu sân bay nâng cao, và tại Pensacola, Florida để huấn luyện phi công tàu sân bay cơ bản, cùng những đợt ghé vào cảng Pensacola. Nó được bảo trì từ ngày 10 tháng 10, rồi quay trở lại hoạt động tại vùng biển ngoài khơi Virginia Capes cho đến ngày 22 tháng 11. Sang tháng 12, nó lại hoạt động chuẩn nhận phi công tàu sân bay tại khu vực Jacksonville, kéo dài cho đến ngày 10 tháng 12. Nó quay trở về Quonset Point vào ngày 13 tháng 12.
Wasp đón năm mới 1970 tại cảng nhà sau khi đã di chuyển hơn 40.000 mi (64.000 km) và rời cảng nhà trong 265 ngày. Nó đi đến Earle, New Jersey vào ngày 4 tháng 1 để chất dỡ đạn dược rồi tếp tục đi đến Xưởng hải quân Boston vào ngày 9 tháng 1 để trải qua một đợt đại tu, kéo dài trong sáu tuần. Nó rời xưởng tàu để tiến hành chạy thử máy huấn luyện trong ba tuần, từ ngày 16 tháng 3 đến ngày 3 tháng 4, và quay trở lại cảng để chuẩn bị cho lượt hoạt động tiếp theo tại Châu Âu.
Rời vùng bờ Đông, Wasp đi đến Lisbon, Bồ Đào Nha vào ngày 25 tháng 5 và thả neo tại vùng cửa sông Tagus. Nó lên đường một tuần sau đó để cùng các đơn vị Canada, Hà Lan, Bồ Đào Nha, Anh và Tây Đức tham gia cuộc Tập trận Night Patrol trong Khối NATO. Nó đi đến Căn cứ Hải quân Rota, Tây Ban Nha vào ngày 8 tháng 6 để đón lên tàu một nhóm học viên sĩ quan đến thực tập, rồi lên đường đi sang vùng biển Đan Mạch. Đang khi thực hành huấn luyện tại vùng biển Scandinavia, nó bị tàu chiến và máy bay Xô Viết theo dõi. Con tàu rời Copenhagen, Đan Mạch vào ngày 26 tháng 6 để vượt qua vòng Bắc Cực.
Đi đến Hamburg vào ngày 13 tháng 7, 1970, Wasp được chào đón nhiệt liệt tại cảng Tây Đức này; hơn 15.000 người Đức đã có dịp tham quan con tàu chỉ trong một ngày. Sau khi tiếp tục viếng thăm Edinburgh và Glasgow, Scotland, nó khởi hành vào ngày 10 tháng 8 để hoạt động tại vùng biển Na Uy. Nó quay trở lại Anh và viếng thăm Plymouth vào ngày 28 tháng 8, rồi lên đường hai ngày sau đó để quay trở về nhà.
Wasp về đến Quonset Point vào ngày 8 tháng 9 và ở lại cảng cho đến ngày 11 tháng 10, khi nó lên đường đi Earle, New Jersey để chất dỡ đạn dược, rồi trải qua một đợt lượt bảo trì tại Xưởng hải quân Boston, bắt đầu vào ngày 15 tháng 10. Công việc trong xưởng tàu hoàn tất vào ngày 14 tháng 12, và sau khi chất nạp đạn dược tại Earle, chiếc tàu sân bay quay trở lại Quonset Point vào ngày 19 tháng 12.

#### 1971–1972
Wasp khởi hành từ cảng Quonset Point vào ngày 14 tháng 1 năm 1971 để hoạt động huấn luyện ôn tập tại khu vực vịnh Guantánamo, Cuba và khu vực Bermuda, rồi tiếp tục hướng sang khu vực Địa Trung Hải. Nó ghé qua Rota trược khi cùng các tàu khu trục khác tham dự cuộc Tập trận National Week VIII để điều tra một khu vực hoạt động của tàu ngầm Xô Viết. Vào ngày 12 tháng 2, Bộ trưởng Hải quân John Chafee cùng với Phó đô đốc Isaac C. Kidd, Jr., Tư lệnh Đệ Lục hạm đội, đã viếng thăm con tàu.
Tách khởi cuộc tập trận National Week vào ngày 15 tháng 2, Wasp hỗ trợ cho tàu sân bay John F. Kennedy (CVA-67) di chuyển đến Gibraltar. Các tàu chiến Liên Xô đã theo dõi cả hai chiếc tàu sân bay Hoa Kỳ cho đến khi họ đi qua eo biển Sicily, lúc các tàu Xô Viết quay đầu đi về phía Đông. Sau một chặng dừng ngắn tại Barcelona, Tây Ban Nha, khởi hành vào ngày 24 tháng 2 để quay trở về nhà, về đến Quonset Point vào ngày 3 tháng 3.
Sau khi trải qua tháng 3 và tháng 4 trong cảng, Wasp lên đường vào ngày 27 tháng 4 cho một đợt thanh tra kỹ thuật hạt nhân đồng thời chuẩn bị tham gia cuộc Tập trận Exotic Dancer tiến hành vào ngày 3 tháng 5. Sau khi hoàn tất cuộc tập trận kéo dài một tuần, nó lên đường vào ngày 8 tháng 5 để quay trở về cảng nhà. Vào ngày 15 tháng 5, chiếc tàu sân bay tổ chức một chuyến tham quan con tàu dành cho thân nhân của thủy thủ đoàn, và một tháng sau nó có chuyến đi đến Bermuda tham gia cuộc Tập trận Rough Ride, vốn đã đưa con tàu đến tận Halifax, Nova Scotia.
Wasp quay trở về Quonset Point vào ngày 2 tháng 7, và trong hai tháng tiếp theo đã chuẩn bị rồi tiến hành cuộc Tập trận Squeeze Play IX tại khu vực Bermuda. Sang tháng 8, nó thực hành huấn luyện cùng một liên đội không lực dự bị thường trú tại vùng bờ Đông trong quá trình di chuyển đến cảng Mayport, Florida. Quay trở về cảng nhà vào ngày 26 tháng 8, nó lại lên đường vào ngày 23 tháng 9 để tham gia cuộc Tập trận Lantcortex 1-72, vốn kết thúc vào ngày 6 tháng 10. Sau đó nó thực hành huấn luyện chéo với các tàu sân bay khác tại các khu vực Bermuda, Mayport và Norfolk, rồi quay trở về Quonset Point vào ngày 4 tháng 11.
Wasp lên đường đi đến xưởng tàu của hãng Newport News Shipbuilding and Drydock vào ngày 8 tháng 11, nơi nó vào ụ tàu cho đến ngày 22 tháng 11. Con tàu quay trở về Quonset Point và ở lại cảng trong suốt thời gian còn lại của năm 1971, chuẩn bị để được xuất biên chế. Chiếc tàu sân bay được chính thức công bố sẽ xuất biên chế vào ngày 1 tháng 3, 1972; buổi lễ diễn ra vào ngày 1 tháng 7, 1972. Con tàu bị bán cho hãng Union Minerals and Alloys tại thành phố New York vào ngày 21 tháng 5, 1973 để tháo dỡ.

## Phần thưởng[2]
| Bronze star               |  |                                                       |
|                           |  | Silver star · Bronze star · Bronze star · Bronze star |
|                           |  | Bronze star                                           |
| Bronze star · Bronze star |  | Bronze star · Bronze star                             |

| Đơn vị Tuyên Dương Hải quân với 1 Ngôi sao Chiến trận               | Đơn vị Tuyên Dương Hải quân với 1 Ngôi sao Chiến trận | Đơn vị Tuyên dương Anh dũng              | Đơn vị Tuyên dương Anh dũng                                             |
| Huân chương Phục vụ Trung Hoa                                       | Huân chương Chiến dịch Hoa Kỳ                         | Huân chương Chiến dịch Hoa Kỳ            | Huân chương Chiến dịch Châu Á-Thái Bình Dương với 8 Ngôi sao Chiến trận |
| Huân chương Chiến thắng Thế Chiến II                                | Huân chương Phục vụ Chiếm đóng Hải quân               | Huân chương Phục vụ Chiếm đóng Hải quân  | Huân chương Phục vụ Phòng vệ Quốc gia với 1 Ngôi sao Chiến trận         |
| Huân chương Viễn chinh Lực lượng Vũ trang với 2 Ngôi sao Chiến trận | Đơn vị Tuyên dương Tổng thống Philippine              | Đơn vị Tuyên dương Tổng thống Philippine | Huân chương Giải phóng Philippine với 2 Ngôi sao Chiến trận             |